# Friedrichshafen D.I
Friedrichshafen D.I (фирменное именование — Friedrichshafen FF.46) — германский одноместный истребитель, разработанный авиастроительной компанией Flugzeugbau Friedrichshafen во время Первой мировой войны. Два прототипа были выпущены в 1917 году, но этот тип был признан уступающим Albatros D.III, и серийное производство так и не началось.

## Описание
Авиастроительная компания Flugzeugbau Friedrichshafen, потерпевшая неудачу с продажей истребителя FF.43 Военно-воздушной службе Императорского флота Германии (Kaiserliche Marine) в 1916 году, модифицировала его конструкцию для сухопутных войск в попытке продать его Инспекции лётных войск (Inspektion der Fliegertruppen, Idflieg)  германской армии (Deutsches Heer). Армия приняла предложение Friedrichshafen в сентябре и заказала три прототипа. Известно, что только два из них были построены. Хотя D.I был разработан на основе FF.43, у них не было общих компонентов. У D.I поплавки были заменены на обычное шасси, но сохранилась конструкция предшественника. Он был оборудован шестицилиндровым двигателем Mercedes D.III мощностью 160 л. с. (120 кВт) и парой синхронизированных пулемётов LMG 08/15 Spandau калибра 7,92 мм.
Два прототипа испытывались Инспекцией лётных войск до 28 апреля 1917 года, и выяснилось, что они обладали лётными характеристиками, уступающими Albatross D.III, поэтому серийное производство так и не было начато.

## Технические характеристики
Источник данных: «Уголок неба», The Complete Book of Fighters: An Illustrated Encyclopedia of Every Fighter Built and Flown.

Технические характеристики
- Экипаж: 1
- Длина: 7,1 м
- Размах крыла: 9 м
- Высота: 2,7 м
- Площадь крыла: 25,8 м²
- Масса пустого: 686 кг
- Максимальная взлётная масса: 901 кг
- Силовая установка: 1 × шестицилиндровый двигатель жидкостного охлаждения Mercedes D.III[англ.]
- Мощность двигателей: 1 × 160 л. с. (120 кВт)

Лётные характеристики
- Максимальная скорость: 164 км/ч
- Крейсерская скорость: 132 км/ч
- Практический потолок: 4500 м
- Скороподъёмность: 212 м/мин

Вооружение
- два неподвижных направленных вперёд 7.92-мм пулемётов LMG 08/15 Spandau